# Épipactis des marais
Epipactis palustris
Espèce
Statut de conservation UICN

 LC  : Préoccupation mineure
Statut CITES
L'Épipactis des marais (Epipactis palustris) ou Helléborine des marais est une espèce de plantes herbacées vivaces de la famille des Orchidacées.

## Description
L'épipactis des marais possède une tige verte teinté de pourpre, couverte de poils au niveau des fleurs. Elle atteint une hauteur comprise entre 25 et 60 cm. Les feuilles sont ovales à lancéolées, réunies au bas de la tige, pliées et dirigées vers le haut. Les bractées sont étroites et courtes, les inférieures dépassent les fleurs. Les fleurs sont grandes, assez nombreuses, généralement horizontales à légèrement pendues. Les sépales et les pétales sont de couleur générale pourpre carmin contrastant avec le labelle blanc. Le labelle est formé de deux parties distinctes, bien séparées par un étranglement : l'hypochile en forme de coupe contient peu de nectar, il est blanc veiné de rouge violacé ; l'épichile en forme de gouttière est blanc avec des crêtes jaunes près de l'étranglement. L'ovaire duveteux est attaché à la tige par un long pédicelle.

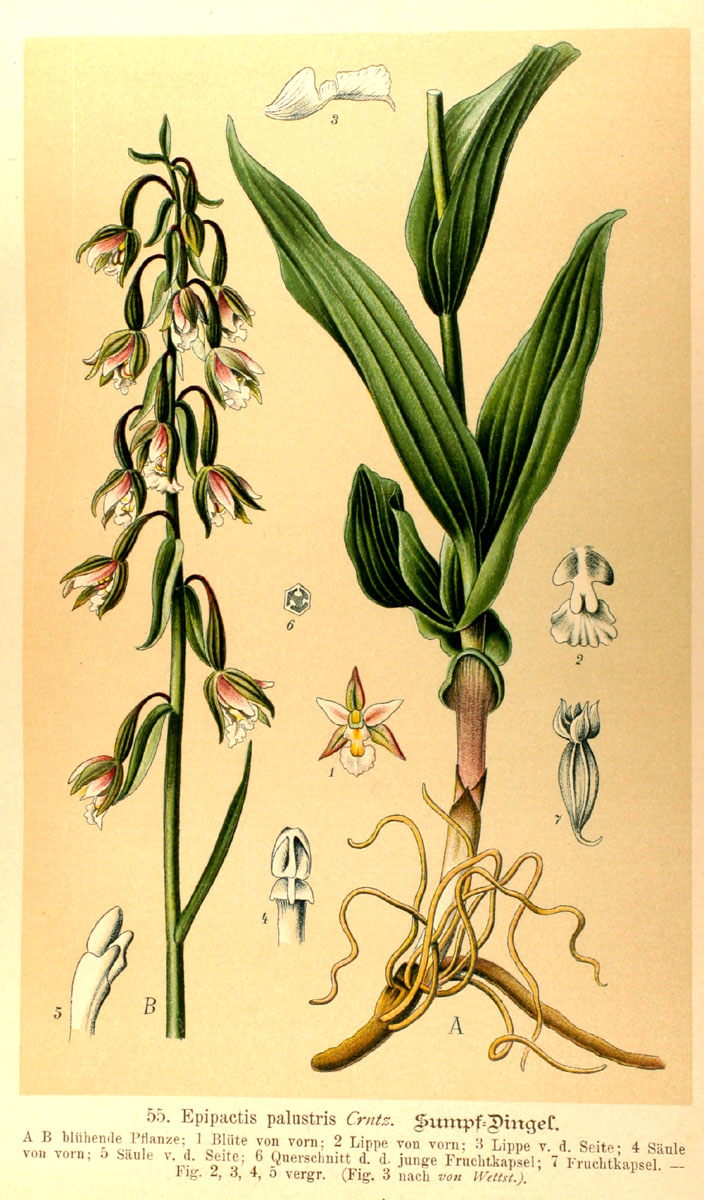
Illustration d'épipactis des marais.
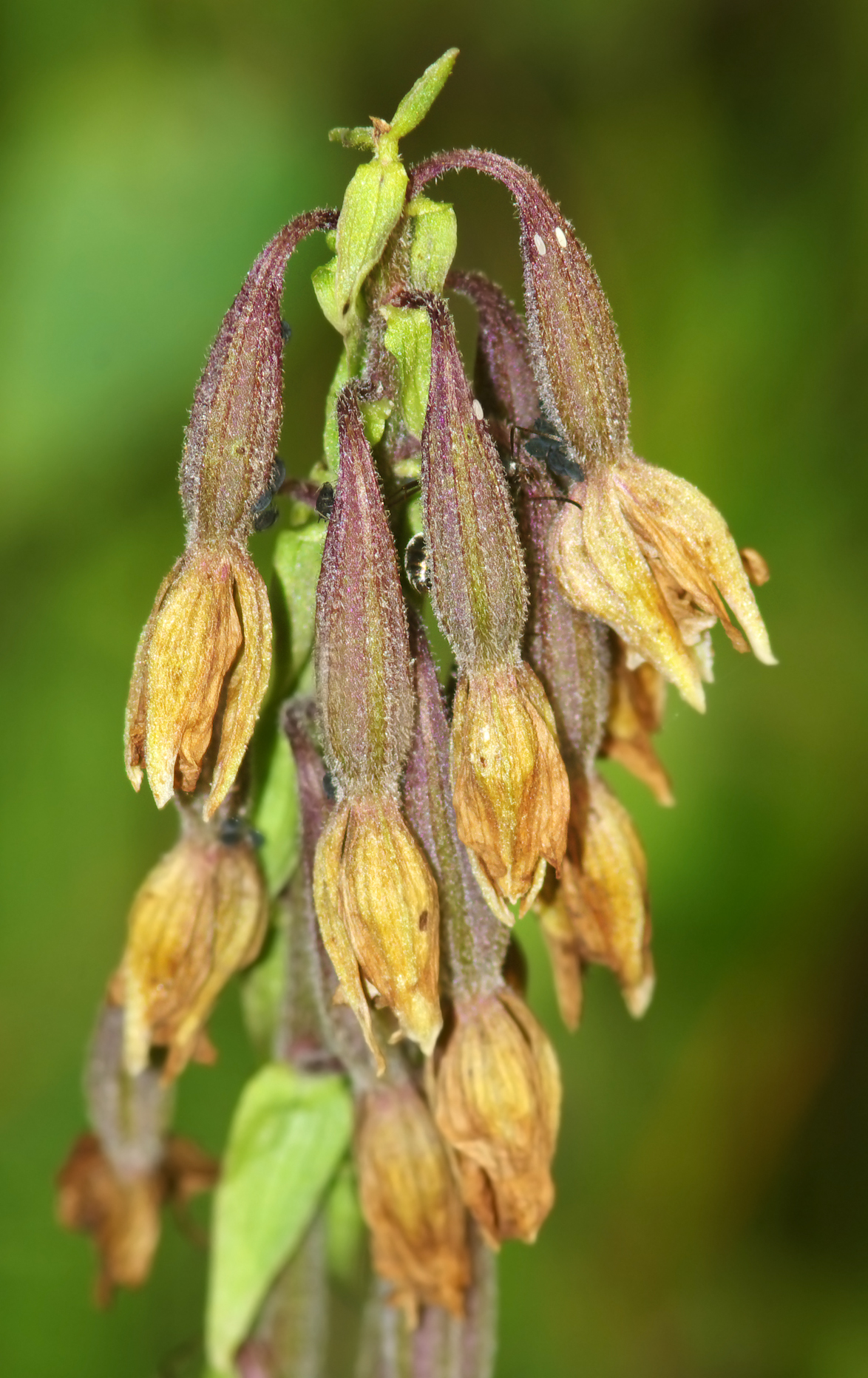
Capsules d'épipactis des marais.
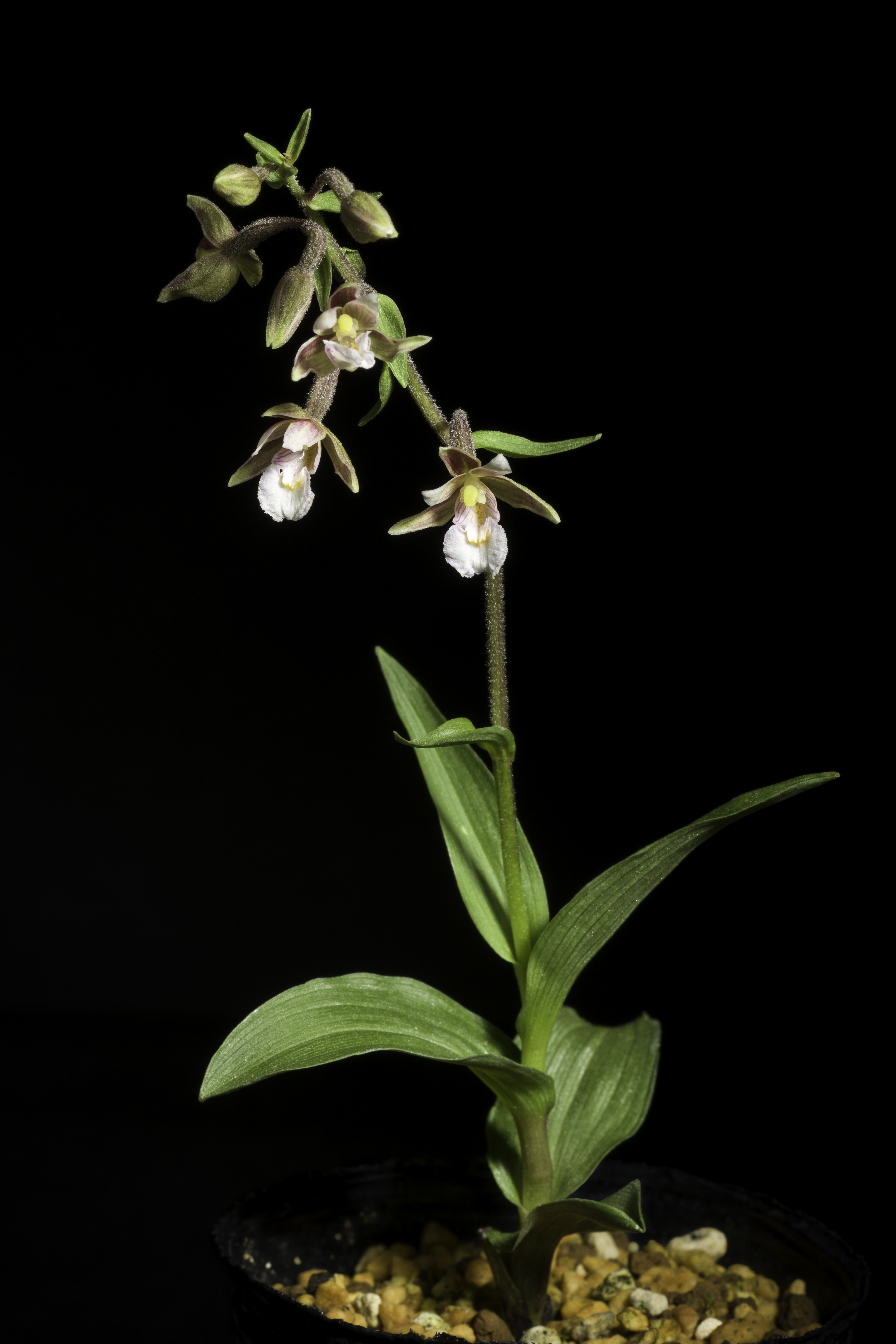
Épipactis des marais (E. palustris).
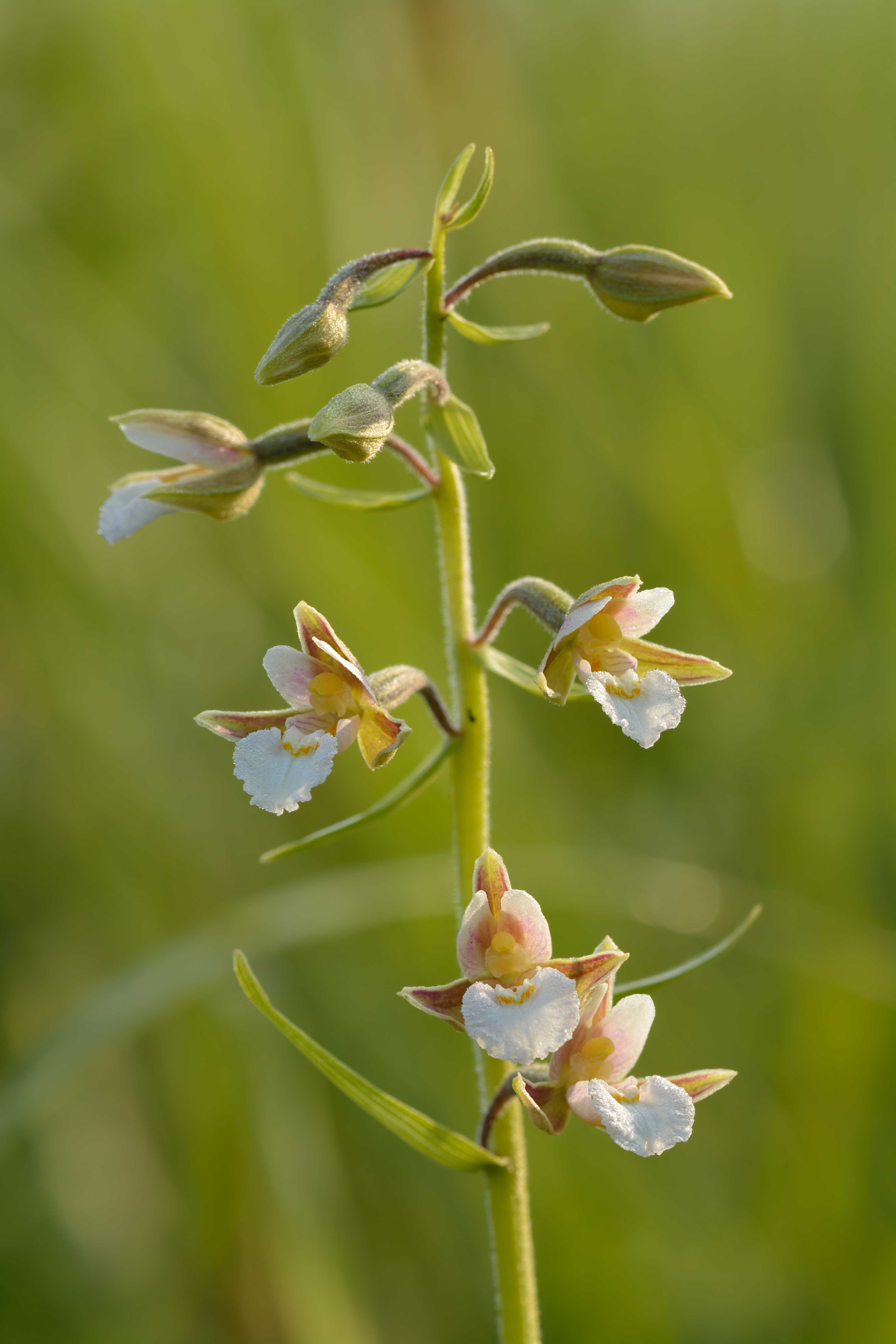
Épipactis des marais (E. palustris).
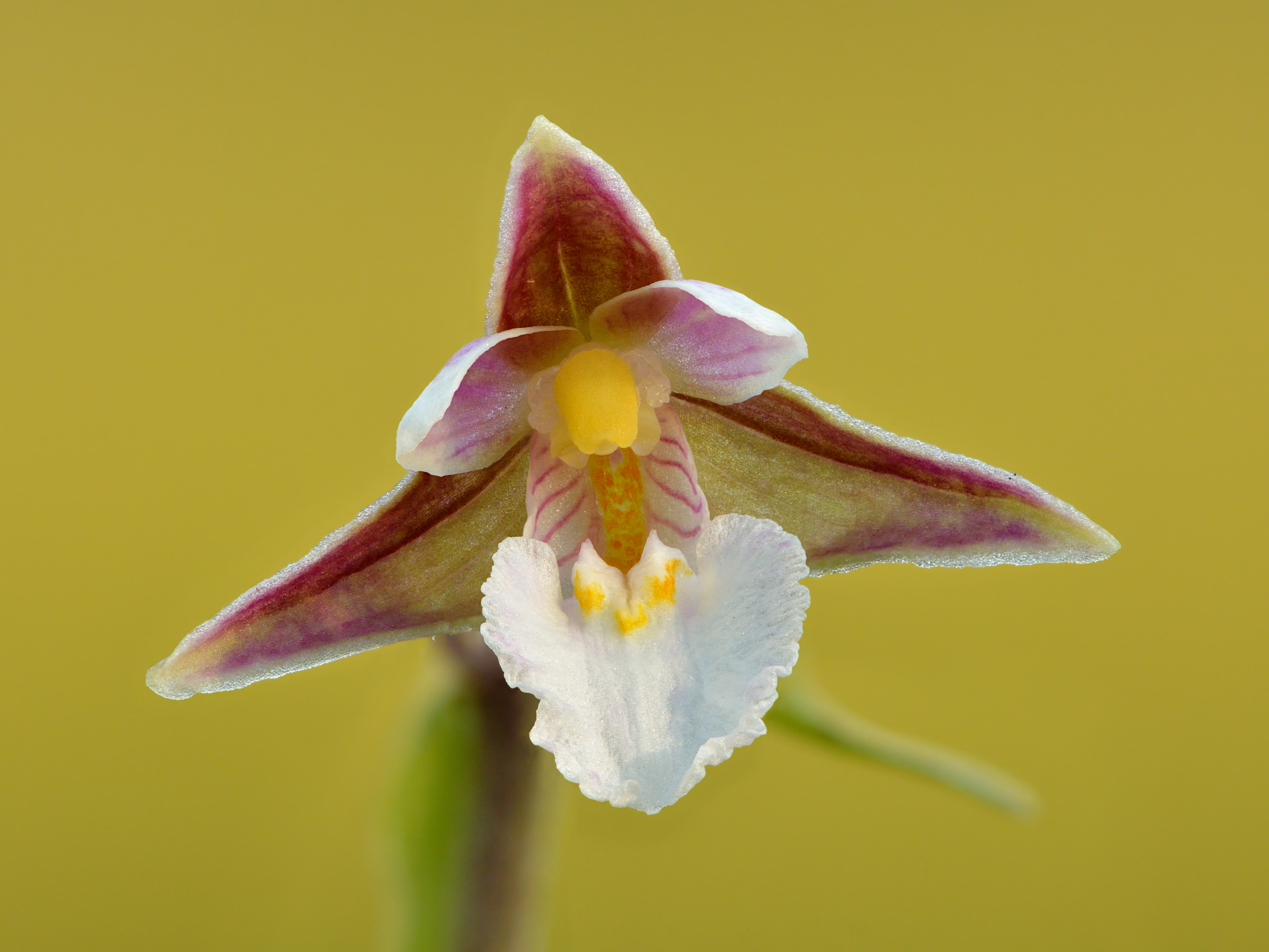
Fleur d'épipactis des marais.
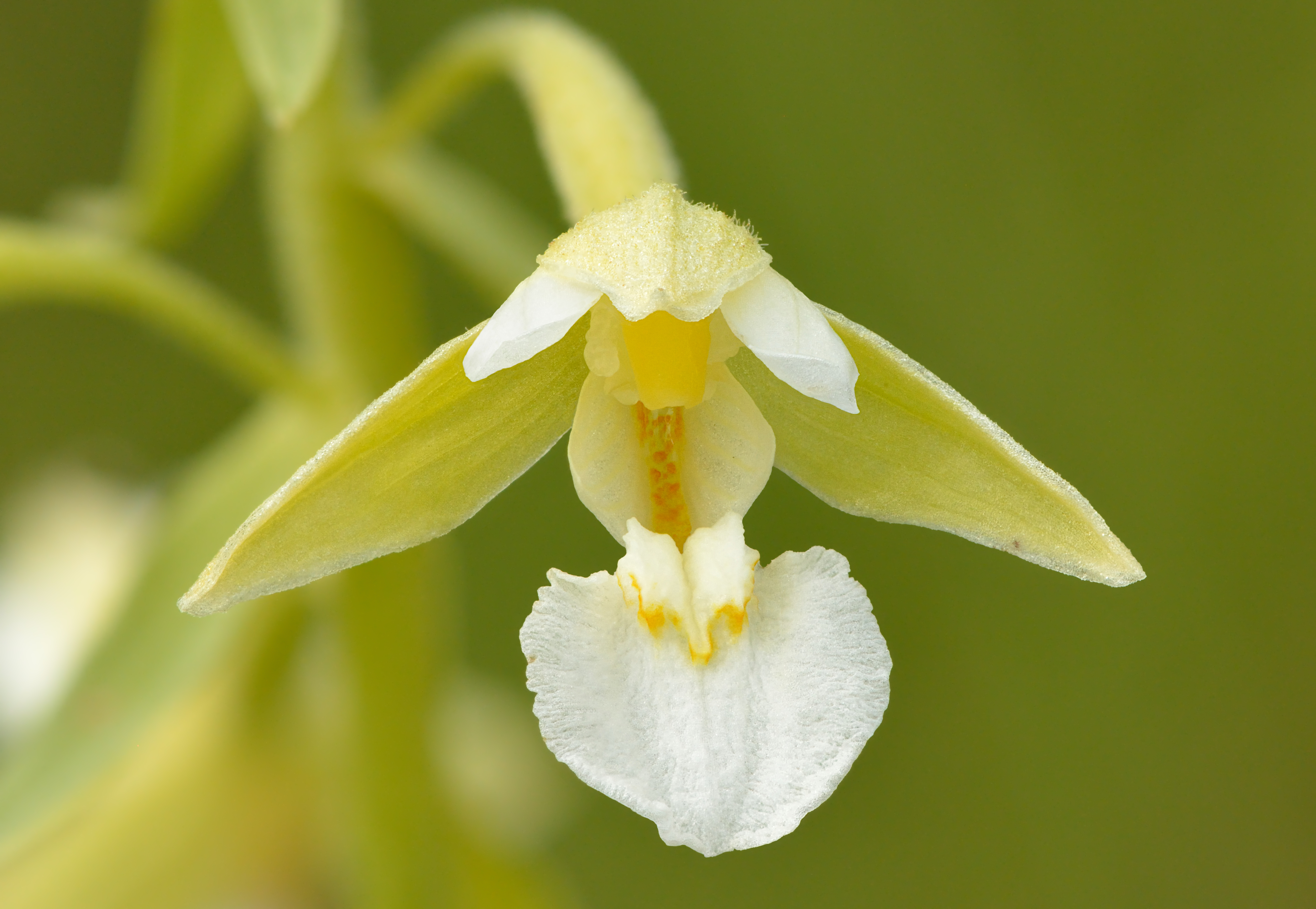
Fleur d'Epipactis palustris var. ochroleuca.
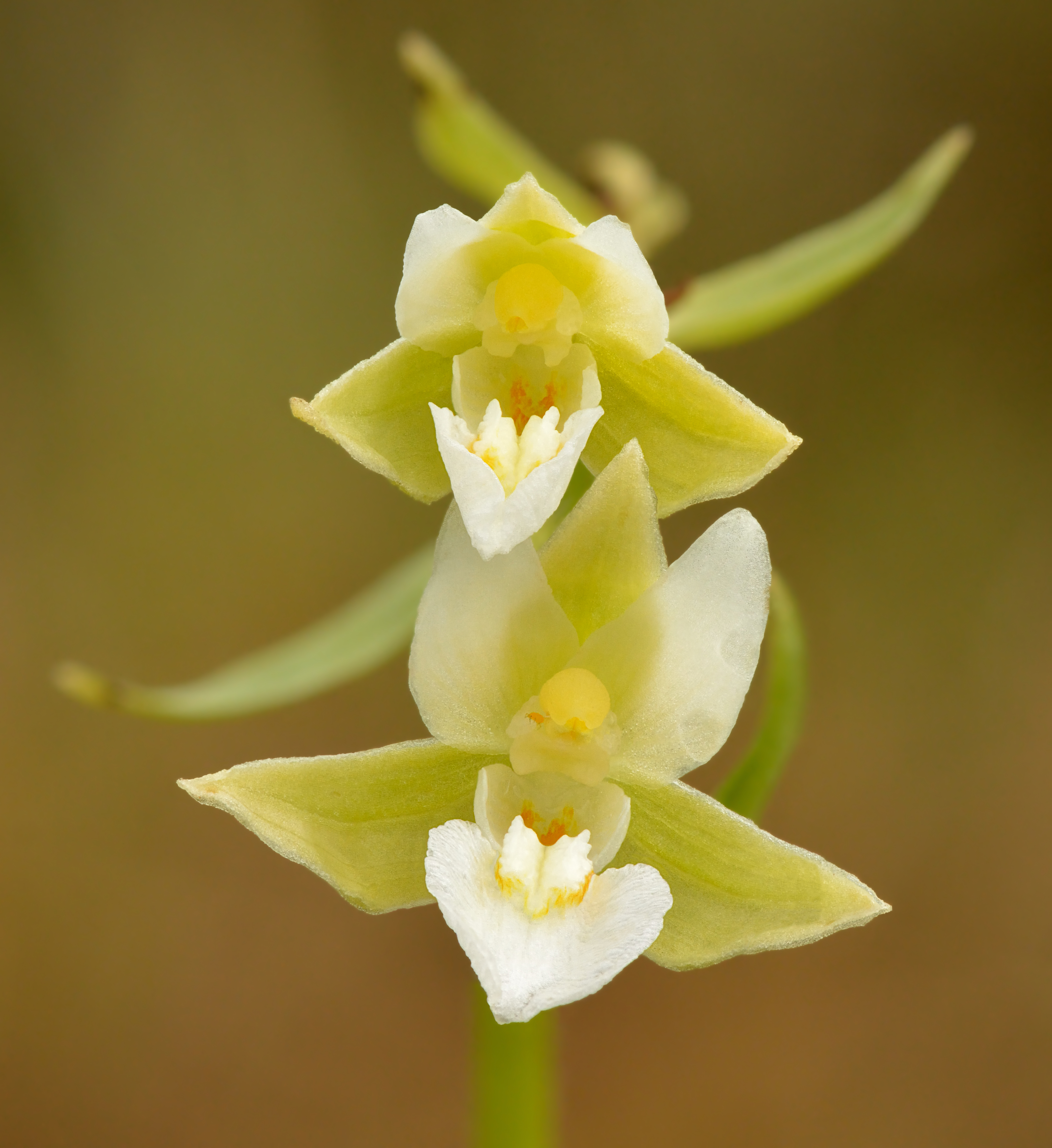
Autres fleurs d'Epipactis palustris var. ochroleuca en Estonie.

## Biologie
La floraison a lieu de juin à juillet.
Les pollinisateurs sont des coléoptères (Rhagonycha fulva), des œdémères (Oedemera nobilis), des diptères (Sphaerophoria scripta, Chloromyia formosa), des hyménoptères - fourmis, abeilles, guêpes, bourdons - (Apis mellifera, Myrmica ruginodis(?)).

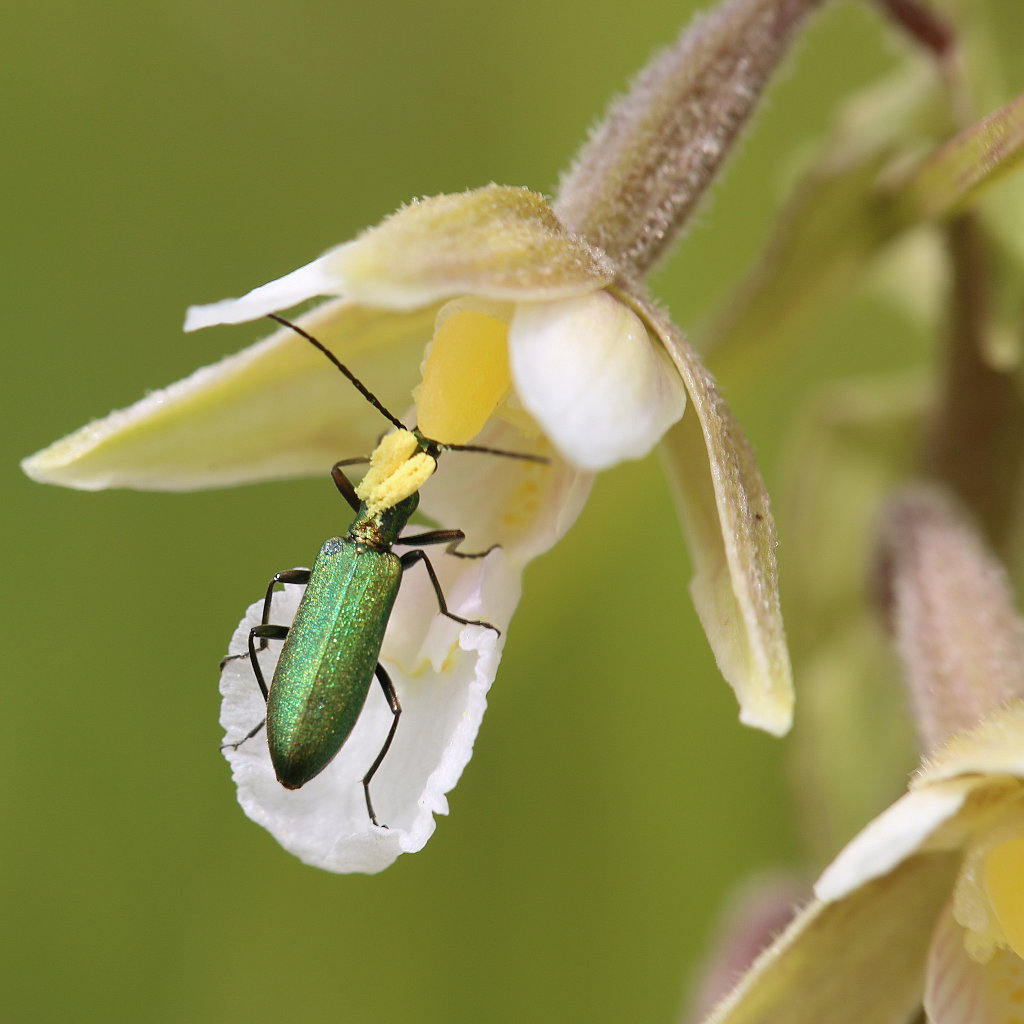
Pollinisation par Chrysanthia viridissima.
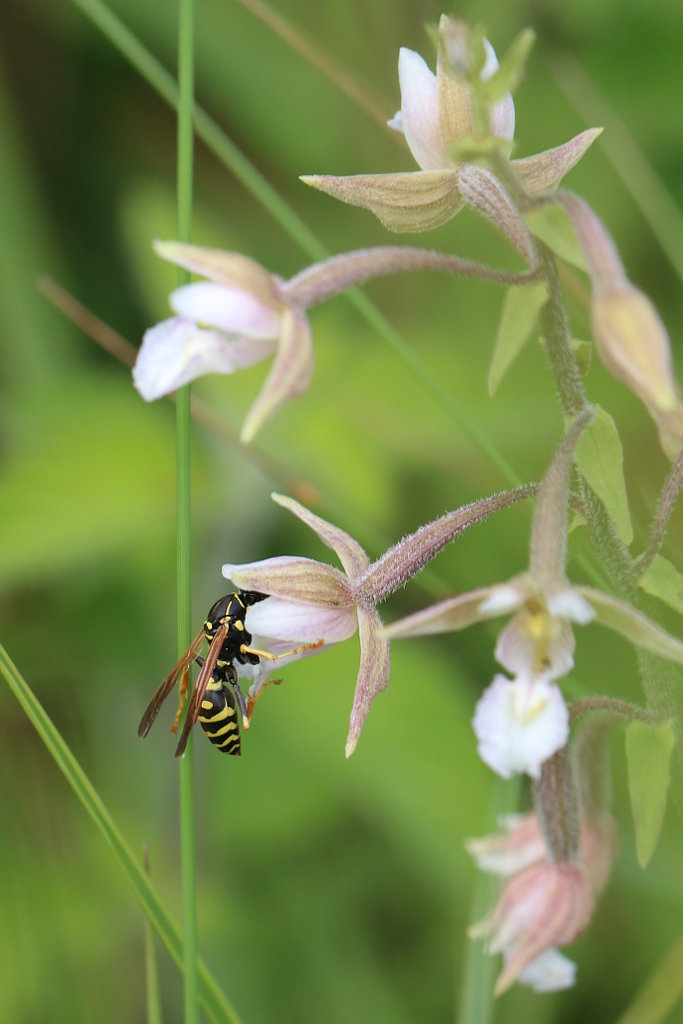
Visitée par Polistes dominula.

Le seul hybride connu est celui avec Epipactis atrorubens, c'est E. × pupplingensis K. Bell.
Cette orchidée ne subit pas de détériorations par les sangliers. Cela serait à expliquer par l'absence de lien entre truffes et mycorhizes de cet épipactis. Ses biotopes ne cadrent d'ailleurs pas avec ceux des truffes![réf. nécessaire]

## Répartition
L'espèce est trouvée en Europe et en Asie.

## Habitat
L'épipactis des marais pousse dans des lieux humides en pleine lumière, dans des sous-bois clairs et humides jusqu'à 1 500 m d'altitude. Bien que rare, il est présent dans de nombreux départements de France métropolitaine, sauf en Corse et dans douze départements situés, sauf la Mayenne, dans la moitié sud, de la région Limousin au département des Bouches-du-Rhône.
En Île-de-France, il fleurit de fin juin à début juillet.

## Vulnérabilité
En France, l'espèce est en régression à la suite de la destruction de son habitat, en particulier la diminution des zones humides. Elle est classée NT : Quasi menacée.

## Protection
En France, l'espèce es protégée en Aquitaine, en Haute-Normandie, en Midi-Pyrénées, dans le Centre, dans le Limousin et dans le Nord-Pas-de-Calais.
- Liste des espèces végétales protégées en Nord-Pas-de-Calais
- Liste des espèces végétales protégées en Midi-Pyrénées
- Liste des espèces végétales protégées en Aquitaine
- Liste des espèces végétales protégées dans le Centre
- Liste des espèces végétales protégées en Limousin
- Liste des espèces végétales protégées en Haute-Normandie

En Belgique, l'espèce est légalement protégée.

## Autresépipactis
- groupe d’Epipactis atrorubens : 4 sous-espèces.
- groupe d’Epipactis phyllanthes : 7 sous-espèces
- groupe d’Epipactis helleborine : 23 sous-espèces
- Epipactis muelleri
- Epipactis microphylla